# Марсејлс (Илиноис)
Марсејлс (енгл. Marseilles) град је у америчкој савезној држави Илиноис. По попису становништва из 2010. у њему је живело 5.094 становника.

## Демографија
Према попису становништва из 2010. у граду је живело 5.094 становника, што је 439 (9,4%) становника више него 2000. године.
| Група             | 2000.         | 2010.         |
| Белци             | 4.505 (96,8%) | 4.721 (92,7%) |
| Афроамериканци    | 4 (0,1%)      | 18 (0,4%)     |
| Азијати           | 12 (0,3%)     | 23 (0,5%)     |
| Хиспаноамериканци | 89 (1,9%)     | 284 (5,6%)    |
| Укупно            | 4.655         | 5.094         |